# Okręgowe ligi polskie w piłce nożnej (1939/1940)
Okręgowe rozgrywki w piłce nożnej w sezonie 1939/1940 odbywały się w 14 okręgach, a ich najwyższym poziomem była klasa A lub liga okręgowa. Mistrzowie okręgów spotykali się w eliminacjach walcząc o awans do Ligi.
| Poziomy rozgrywkowe w sezonie 1939/1940 | Poziomy rozgrywkowe w sezonie 1939/1940 | Poziomy rozgrywkowe w sezonie 1939/1940 |
| Rozgrywki                               | P                                       | Nazwa                                   |
| --------------------------------------- | --------------------------------------- | --------------------------------------- |
| Centralne                               | I                                       | Liga                                    |
| Okręgowe (14 okręgów)                   | II                                      | Liga okręgowa                           |
| Okręgowe (14 okręgów)                   | III                                     | A klasa                                 |
| Okręgowe (14 okręgów)                   | IV                                      | B klasa                                 |
| Okręgowe (14 okręgów)                   | V                                       | C klasa                                 |

Sezon nie dokończono z powodu rozpoczęcia II wojny światowej. Rozegrano tylko 2 kolejki.

## Rozgrywki okręgowe

### Mistrzostwa ligi okręgowej Białostockiego OZPN
| Poz. | Drużyna              | M | Z | R | P | Bramki | Punkty |
| ---- | -------------------- | - | - | - | - | ------ | ------ |
| 1    | WKS Grodno           | – | – | – | – | –      | -      |
| 2    | ŻKS Makabi Białystok | – | – | – | – | –      | -      |
| 3    | Strzelec Białystok   | – | – | – | – | –      | -      |
| 4    | Cresovia Grodno      | – | – | – | – | –      | -      |
| 5    | Makabi Grodno        | – | – | – | – | –      | -      |
| 6    | Hapoel Białystok     | – | – | – | – | –      | -      |
| 7    | Puszcza Hajnówka     | – | – | – | – | –      | -      |
| 8    | (*)                  | – | – | – | – | –      | -      |

- Z powodu wybuchu wojny rozgrywki nie zostały rozegrane.

(*) Z klasy B awansowały Hapoel Białystok, Puszcza Hajnówka, oraz nie wyłoniony zwycięzca dwumeczu Makabi Suwałki vs Strzelec Suwałki.

### Mistrzostwa ligi okręgowej Lubelskiego OZPN
| Poz. | Drużyna           | M | Z | R | P | Bramki | Punkty |
| ---- | ----------------- | - | - | - | - | ------ | ------ |
| 1    | Unia Lublin       | – | – | – | – | –      | -      |
| 2    | LWS Lublin        | – | – | – | – | –      | -      |
| 3    | LOT Dęblin        | – | – | – | – | –      | -      |
| 4    | WKS Chełm         | – | – | – | – | –      | -      |
| 5    | Hapoel Lublin (b) | – | – | – | – | –      | -      |

- Sezon nie rozegrany

### Mistrzostwa ligi okręgowej Lwowskiego OZPN
| Poz. | Drużyna               | M | Z | R | P | Bramki | Punkty |
| ---- | --------------------- | - | - | - | - | ------ | ------ |
| 1    | Ukraina Lwów          | 2 | 2 | 0 | 0 | 7-2    | 4      |
| 2    | Hasmonea Lwów         | 2 | 2 | 0 | 0 | 6-2    | 4      |
| 3    | Czarni Lwów           | 2 | 1 | 1 | 0 | 8-3    | 3      |
| 4    | Resovia               | 1 | 1 | 0 | 0 | 1-0    | 2      |
| 5    | Sian Przemyśl         | 2 | 1 | 0 | 1 | 4-3    | 2      |
| 6    | Strzelec Borysław (b) | 2 | 0 | 2 | 0 | 3-3    | 2      |
| 7    | Lechia Lwów           | 2 | 1 | 0 | 1 | 1-2    | 2      |
| 8    | Polonia Przemyśl      | 2 | 0 | 1 | 1 | 4-5    | 1      |
| 9    | Pogoń Stryj           | 2 | 0 | 0 | 2 | 2-4    | 0      |
| 10   | Pogoń II Lwów         | 2 | 0 | 0 | 2 | 1-9    | 0      |
| 11   | RKS Lwów              | 1 | 0 | 0 | 1 | 0-4    | 0      |

- Źródło[1]

### Mistrzostwa ligi okręgowej Pomorskiego OZPN
| Poz. | Drużyna             | M | Z | R | P | Bramki | Punkty |
| ---- | ------------------- | - | - | - | - | ------ | ------ |
| 1    | Ciszewski Bydgoszcz | 2 | 2 | – | – | 8:2    | 4      |
| 2    | Gryf Toruń          | 1 | 1 | – | – | 3:2    | 2      |
| 3    | Amator Bydgoszcz    | 2 | – | – | 2 | 3:8    | 0      |
| 4    | AKS Grudziądz       | 1 | – | – | 1 | 1:3    | 0      |
| 5    | Pomorzanin Toruń    | – | – | – | – | –      | -      |
| 6    | Kotwica Gdynia      | – | – | – | – | –      | -      |
| 7    | Unia Tczew          | – | – | – | – | –      | -      |
| 8    | Polonia Bydgoszcz   | – | – | – | – | –      | -      |
| 9    | Flota Gdynia        | – | – | – | – | –      | -      |
| 10   | Gedania Gdańsk      | – | – | – | – | –      | -      |

- Z klasy B awansowały Flota Gdynia i Amator Bydgoszcz. Do klasy A Pomorskiego OZPN przyjęta została Gedania Gdańsk.
- Źródło[2]